# San Juan Achiutla
San Juan Achiutla è un comune del Messico, situato nello stato di Oaxaca.